# Martinka
Martinka (bulgariska: Мартинка) är ett vattendrag i Bulgarien.   Det ligger i regionen Chaskovo, i den centrala delen av landet, 210 km öster om huvudstaden Sofia.
Trakten runt Martinka består till största delen av jordbruksmark. Runt Martinka är det ganska tätbefolkat, med 129 invånare per kvadratkilometer.